# Mateusz Kwaśniewski
Mateusz Kwaśniewski (ur. 16 lipca 1995) – polski lekkoatleta, oszczepnik.
Największy sukces odniósł w Mistrzostwach Polski Seniorów (Radom 2019), gdzie zajął drugie miejsce.
Lekkoatleta ma na swoim koncie zwycięstwo w Młodzieżowych Mistrzostwach Polski (Jelenia Góra 2016) oraz dwa srebrne medale w zawodach tej samej rangi (Suwałki 2017) i (Białystok 2015).
Rekord życiowy: 81,21 (19 czerwca 2021, Płock).